# شهرستان زالسوفسکی
شهرستان زالسوفسکی (به لاتین: Zalesovsky District) یک منطقهٔ مسکونی در روسیه است که در سرزمین آلتای واقع شده‌است.